# بنت الجيران (فلم)
بنت الجيران هو فيلم مصري من إنتاج سنة 1954، من إخراج محمود ذو الفقار، وبطولة شادية وفؤاد المهندس.

## القصة
جميل (فؤاد المهندس) صاحب شركة المقاولات الثري له مغامرات نسائية كثيرة رغم زواجه من سعاد (زهرة العلا) وهي ام ابنه الوحيد، يغازل جارته ليلى (شادية) التي تعجب بصديقه المهندس يسري (عمر الحريري) ويبادلها نفس المشاعر، لتكتشف سعاد خيانة زوجها وتتصاعد الأحداث.

## فريق العمل
- إخراج: محمود ذو الفقار
- سيناريو: محمود ذو الفقار وعبد العزيز سلام
- قصة وحوار: رشاد حجازي
- إنتاج: أمير فيلم (م. ذو الفقار)
- توزيع: أمير فيلم (م. ذو الفقار)

## طاقم التمثيل
- شادية في دور ليلي
- فؤاد المهندس في دور جميل
- زهرة العلا في دور سعاد
- عمر الحريري في دور يسري
- عبد السلام النابلسي في دور رشدي
- جورج يوردانيدس في دور أبو ريتا
- كيتي في دور ريتا
- أحمد ذو الفقار في دور ممدوح
- شفيق نور الدين في دور أبو إستر
- ثريا فخري في دور والدة ليلي
- عمر الجيزاوي في دور عنتر عبد الباسط
- سميحة توفيق في دور إستر
- وداد حمدي في دور عطيات
- جمالات زايد في دور أم عنتر
- خيرية أحمد في دور زكية
- إستر شطاح في دور والدة إستر
- عبد المنعم بسيوني في دور رئيس السكرتارية
- عبد الحميد بدوي في دور أبو يسري
- إبراهيم حشمت في دور أبو سعاد
- عبد المنعم سعودي في دور الدكتور
- عايدة كامل في دور زينات
- إلهام زكي في دور فتحية
- خريستو كلاداكيس في دور راقص
- وهبة حسب الله في دور السكرتير
- حسين إسماعيل في دور المعاكس